# هيئة الاستخبارات العسكرية (مصر)
هيئة الاستخبارات العسكرية هي إحدى هيئات القوات المسلحة المصرية. تأسست في منتصف عام 2021.

## الجهات التابعة
- إدارة المخابرات الحربية والاستطلاع

### جهاز الأمن الحربي

#### رؤساء الجهاز
- لواء أركان حرب / صلاح البدري.[5]
- لواء أركان حرب / عباس مخيمر.[6]
- لواء أركان حرب / مصطفى شاهين.[7]
- لواء أركان حرب / فتحي عباس.[8]

### جهاز الاستطلاع للقوات المسلحة
جهاز الاستطلاع للقوات المسلحة هو أحد أجهزة هيئة الاستخبارات العسكرية، ويمثل عيون وطليعة القوات المسلحة، وتسند إليه مهام الاستطلاع الخطيرة في عمق وخلف خطوط العدو للحصول على معلومات عن العدو ويوجد من الاستطلاع، الاستطلاع التكتيكي والاستطلاع التعبوي والاستطلاع الاستراتيجي وهو اخطر أنواع الاستطلاع ويعمل هذا الاستطلاع على حماية الأمن القومى المصري من اختراق العدو على مدار حدود مصر مع باقية الدول ويقوم بهذا الاستطلاع عناصر مدربة على كافة أنواع القتال لتستطيع أن تواجه أي ظروف طبيعية أو صناعية صعبة.

#### رؤساء الجهاز
- لواء أركان حرب / ناجي شهود.[10]
- لواء أركان حرب / أحمد إبراهيم كامل.[11][12]
- لواء أركان حرب / محمود عتيق.[13]
- لواء أركان حرب / سماح قنديل.[14]
- لواء أركان حرب / محمود الميهي.[15]
- لواء أركان حرب / نصر سالم.[16]
- لواء أركان حرب / صفي الدين أبو شناف (رقي إلى فريق وعمل رئيسا لأركان حرب القوات المسلحة).[17]
- لواء أركان حرب / علي حفظي.[18]

### جهاز المخابرات البحرية

#### رؤساء الجهاز
- لواء أركان حرب / يسرى قنديل.[21]

### معهد دراسات العلوم المخابراتية والأمنية
تأسس المعهد في عام 1959 تحت اسم جناح الأمن بمدرسة المخابرات الحربية والاستطلاع، وفي عام 1972 تم إعادة تنظيم الجناح بمسمى مدرسة المخابرات الحربية، وفي عام 2016 تحولت المدرسة إلى معهد دراسات العلوم المخابراتية والأمنية.

## رؤساء الهيئة
- لواء أركان حرب / شريف فكري.[23][24][25]
- لواء أركان حرب / محرز عبد الوهاب (قائم بالأعمال).[26]
- لواء أركان حرب / خالد مجاور.[1]